# (215089) Hermanfrid
(215089) Hermanfrid est un astéroïde de la ceinture principale et plus spécifiquement du groupe de Hilda.

## Description
(215089) Hermanfrid est un astéroïde du groupe de Hilda. Il présente une orbite caractérisée par un demi-grand axe de 3,94 UA, une excentricité de 0,24 et une inclinaison de 3,2° par rapport à l'écliptique.

## Compléments